# Municipio de Spring Lake (Míchigan)
El municipio de Spring Lake (en inglés: Spring Lake Township) es un municipio ubicado en el condado de Ottawa en el estado estadounidense de Míchigan. En el año 2010 tenía una población de 14300 habitantes y una densidad poblacional de 294,75 personas por km².

## Geografía
El municipio de Spring Lake se encuentra ubicado en las coordenadas 43°4′10″N 86°12′22″O / 43.06944, -86.20611. Según la Oficina del Censo de los Estados Unidos, el municipio tiene una superficie total de 48.52 km², de la cual 42.68 km² corresponden a tierra firme y (12.03%) 5.84 km² es agua.

## Demografía
Según el censo de 2010, había 14300 personas residiendo en el municipio de Spring Lake. La densidad de población era de 294,75 hab./km². De los 14300 habitantes, el municipio de Spring Lake estaba compuesto por el 96.04% blancos, el 0.55% eran afroamericanos, el 0.55% eran amerindios, el 0.83% eran asiáticos, el 0.05% eran isleños del Pacífico, el 0.49% eran de otras razas y el 1.5% pertenecían a dos o más razas. Del total de la población el 2.15% eran hispanos o latinos de cualquier raza.